# Villa Pirotta Bonacossa

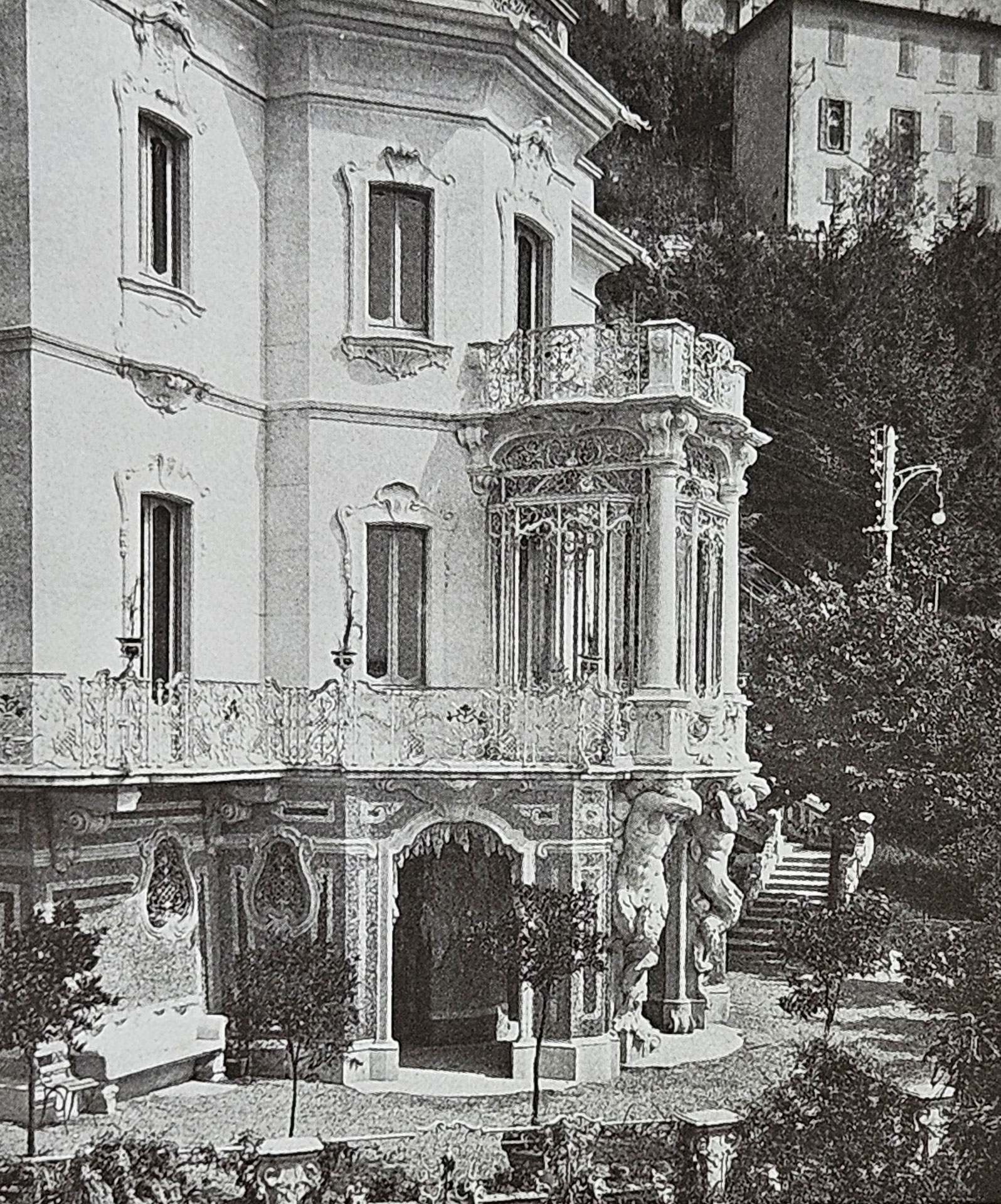

La villa Pirotta Bonacossa è una villa in stile Liberty di Brunate, in provincia di Como, progettata dall'architetto comasco Federico Frigerio nel 1902.

## Descrizione e storia
La villa fu fatta edificare per volere del cavalier Attilio Pirotta, grande industriale cotoniero che affidò la progettazione dell'edificio al Frigerio e l'apparato decorativo allo scultore Lodovico Pogliaghi e al pittore Antonio Ambrogio Alciati, tre figure di spicco all'epoca nell'Italia settentrionale, ai quali si aggiunsero il Ceruti e i fratelli Turri di Legnano.
L'edificio sorge su un terreno molto scosceso posto appena sotto la fermata alta della funicolare Como-Brunate. Federico Frigerio progettò una pianta irregolare estesa su una grande superficie il cui volume, con tutti gli spigoli smussati, è caratterizzato da diversi affacci e sporgenze che vedono l'intersecarsi di soluzioni settecentesche ai più moderni particolari liberty.
L'ingresso si sviluppa su due livelli: quello superiore è caratterizzato da un percorso pensile impreziosito da ferri battuti fittamente intrecciati tra loro, mentre quello inferiore comprende una bussola in vetro e ferro che permette un passaggio coperto. Sul lato opposto, affacciato verso il lago di Como, si trova un avancorpo consistente in una veranda sorretta da due grandi colonne a loro volta sostenute da due telamoni.
All'interno prevale uno stile neorococò. All'ingresso la fa da padrone una scala che si attorciglia in volute con una ringhiera scolpita da Lodovico Pogliaghi, al quale il Pirotta affidò tutte le decorazioni scultoree e l'arredo. Le sale del piano terra furono decorate dal pittore Gersam Turri.
Il giardino venne trattato come quello delle grandi regge europee, con piante di svariate specie, spesso molto rare, come in voga all'epoca, ma anche rocce, grotte, ringhiere, balconcini e percorsi immersi nel verde. A causa della pendenza del terreno venne anche realizzata una passeggiata pensile ornata da statue classiche e copie di celebri opere scultoree, tra le quali quella di Apollo e Dafne del Bernini posta in un'edicola.
Nel 1950 Maria Luisa Bonacossa Pirotta incaricò l'architetto Giovanni Muzio di progettare una dépendance. Questo edificio sporge, sempre a causa del terreno scosceso a cui è ancorata, per una parte nel vuoto, verso il lago.